# Hadleigh Heath
Hadleigh Heath – osada w Anglii, w hrabstwie Suffolk, w dystrykcie Babergh. Leży 17 km na zachód od miasta Ipswich i 93 km na północny wschód od Londynu.